# Mestaruussarja 1958
La Mestaruussarja 1958 fu la quarantanovesima edizione della massima serie del campionato finlandese di calcio, la ventottesima come Mestaruussarja. Il campionato, con il formato a girone unico e composto da dieci squadre, venne vinto dal KuPS dopo aver vinto lo spareggio contro l'HPS.

## Squadre partecipanti
| Club         | Città       | Stagione 1957                      |
| ------------ | ----------- | ---------------------------------- |
| Haka         | Valkeakoski | 2º posto in Mestaruussarja         |
| HIFK         | Helsinki    | 1º posto in Suomensarja Itälohko   |
| HJK          | Helsinki    | 6º posto in Mestaruussarja         |
| HPS          | Helsinki    | Campione di Finlandia              |
| Ilves-Kissat | Tampere     | 5º posto in Mestaruussarja         |
| KTP          | Kotka       | 8º posto in Mestaruussarja         |
| KuPS         | Kuopio      | 4º posto in Mestaruussarja         |
| TPS          | Turku       | 3º posto in Mestaruussarja         |
| VPS          | Vaasa       | 7º posto in Mestaruussarja         |
| VIFK         | Vaasa       | 1º posto in Suomensarja Länsilohko |

## Classifica finale
|  | Pos. | Squadra      | Pt | G  | V  | N | P  | GF | GS | DR  |
|  | ---- | ------------ | -- | -- | -- | - | -- | -- | -- | --- |
|  | 1.   | KuPS         | 26 | 18 | 13 | 0 | 5  | 40 | 22 | +18 |
|  | 2.   | HPS          | 26 | 18 | 11 | 4 | 3  | 38 | 26 | +12 |
|  | 3.   | HIFK         | 21 | 18 | 10 | 1 | 7  | 36 | 32 | +4  |
|  | 4.   | TPS          | 20 | 18 | 9  | 2 | 7  | 47 | 34 | +13 |
|  | 5.   | HJK          | 20 | 18 | 9  | 2 | 7  | 45 | 34 | +11 |
|  | 6.   | VIFK         | 17 | 18 | 7  | 3 | 8  | 36 | 35 | +1  |
|  | 7.   | Haka         | 16 | 18 | 6  | 4 | 8  | 28 | 27 | +1  |
|  | 8.   | Ilves-Kissat | 16 | 18 | 7  | 2 | 9  | 33 | 41 | -8  |
|  | 9.   | VPS          | 10 | 18 | 3  | 4 | 11 | 24 | 48 | -24 |
|  | 10.  | KTP          | 8  | 18 | 3  | 2 | 13 | 27 | 55 | -28 |

Legenda:
      Campione di Finlandia e ammessa alla Coppa dei Campioni 1959-1960
      Retrocesse in Suomensarja
Note:
Due punti a vittoria, uno a pareggio, zero a sconfitta.

## Spareggi

### Spareggio per il titolo
|     | Risultati |      | Luogo e data               |
| --- | --------- | ---- | -------------------------- |
| HPS | 0-1       | KuPS | Helsinki, 1º novembre 1958 |
|     |           |      |                            |

### Spareggio salvezza
|      | Risultati |              | Luogo e data            |
| ---- | --------- | ------------ | ----------------------- |
| Haka | 4-1       | Ilves-Kissat | Turku, 1º novembre 1958 |
|      |           |              |                         |